# معركة لوتسك
وقعت معركة لوتسك على الجبهة الشرقية خلال الحرب العالمية الأولى، في الفترة من 4 إلى 6 يونيو 1916. كان هذا هو الهجوم الافتتاحي لهجوم بروسيلوف تحت القيادة العامة لأليكسي بروسيلوف . حقق الجيش الثامن الروسي اختراقًا حاسمًا في دفاعات الجيش الرابع النمساوي المجري في منطقة مدينة لوتسك في أوكرانيا .

## المعركة
في ليلة 4 يونيو، أطلق الجنرال أليكسي كالدين قصفًا مدفعيًا ضد دفاعات الأرشيدوق جوزيف فرديناند النمساوية المجرية. واستمرت المدفعية الروسية طوال الليل وحتى الصباح، في اختراق خنادق الأسلاك الشائكة. سمح هذا للمشاة ببدء هجوم مفاجئ في محيط أوليكا [الإنجليزية].
تسببت المفاجأة الكاملة للهجوم الروسي في أسر العديد من النمساويين. واستسلمت بعض الوحدات بأكملها دون مقاومة بينما فر آخرون مذعورين. أدى الهجوم المضاد إلى تأمين الخط الأول من الخنادق لفترة وجيزة، لكن أعدادًا هائلة من المشاة الروس ضغطت على الهجوم واستولت على الخطين الثاني والثالث من الدفاعات.
وفي غضون أيام، فقد 130 ألف جندي نمساوي مجرى حياته. طلبت القيادة العليا الألمانية ذات النفوذ إقالة الأرشيدوق جوزيف، وهو ما تم قبوله لاحقًا. أدى نجاح الاختراق الروسي إلى قيام النمسا بوقف هجماتها في إيطاليا وإقناع رومانيا بدخول الحرب. واستمر هجوم بروسيلوف بنجاح حتى نفاد قوته في أواخر سبتمبر 1916.

### فهرس المراجع
الإنجليزية
المنشورات
1. 1 2  Timothy C (2008)، ص. 78–79.

وب
1. 1 2 3  http://www.firstworldwar.com/battles/lutsk.htm نسخة محفوظة 2023-05-12 على موقع واي باك مشين.

### بيانات المراجع
بالإنجليزية
- Dowling، Timothy C. (2008). The Brusilov Offensive. Bloomington: Indiana University Press. ISBN:978-0-253-35130-2.